# Frontera entre França i Samoa
La frontera entre França i Samoa es completament marítima i es troba a l'oceà Pacífic. Delimita la zona econòmica exclusiva entre l'arxipèlag de Samoa i la col·lectivitat d'ultramar francesa de Wallis i Futuna. La frontera és purament format i no s'ha signat cap acord entre ambdós estats per delimitar les fronteres marítimes sota la seva sobirania.